# Tourniquet de Pierre Chave
Pont de Pierre Chave
Le tourniquet de Pierre Chave, situé sur le territoire de la commune de Miribel-les-Échelles, dans le département de l'Isère, en Auvergne-Rhône-Alpes, est principalement constitué par un pont construit sous Napoléon III, mais ouvert à la circulation en 1886. 
Sa caractéristique principale est de supporter puis de surplomber la route départementale 49 de façon successive, ce qui constitue une configuration routière extrêmement rare.

## Situation, accès et description

### Situation
Le tourniquet de Pierre Chave est situé sur la route départementale 49 (RD49), dans la partie méridionale de la forêt domaniale de la Grande Chartreuse, sur le territoire de la commune de Miribel-les-Échelles (hameau de Saint Roch) et non loin du hameau de Ture (commune de Saint-Aupre) en Isère.
Un chemin de terre permet de stationner à l'intérieur même de la boucle, avant le pont.

### Accès
Des panneaux routiers sur les communes de Saint-Étienne-de-Crossey, Saint-Aupre et Miribel-les-Échelles indiquent aux visiteurs la direction du site. Les autocars du service « Pays voironnais Mobilité » de la ligne D (Miribel-les-Échelles ↔ Saint-Aupre ↔ Voiron) empruntent le tourniquet avec un arrêt situé en amont sur le hameau de Saint-Roch (commune de Miribel-les-Échelles).

### Description
Il s'agit d'un pont routier, permettant le passage de deux véhicules, dont l'originalité est de supporter puis de franchir la même route, la RD49, qui relie les communes de Saint-Étienne-de-Crossey à Entre-Deux-Guiers, après avoir traversé le bourg central de Miribel-les-Échelles. Ce type d'ouvrage architectural est généralement présenté comme étant extrêmement rare en France.

## Hydrologie et géologie

### Source de la Morge
La Morge, affluent de l'Isère qui traverse la ville de Voiron, prend sa source dans la forêt à proximité immédiate du pont. Cette rivière, encore sous la forme d'un ruisseau, se dirige ensuite dans la direction du sud sud-ouest en empruntant une vallée encaissée, limitée à l'est par les contreforts calcaires du plateau du Grand-Ratz et à l'ouest par des collines miocènes.
Situé à environ 600 mètres d'altitude, le tourniquet est aménagé sur un passage étroit qui fut probablement creusé par des écoulements de fonte glaciaire ; mais comme une partie seulement des eaux de fonte a emprunté cette voie, qui a été abandonnée après le stade III de la glaciation de Würm, le passage est  moins large et moins profond que les vallées voisines. Le visiteur peut découvrir sur le site, vers l'est, des couches de l'Urgonien qui appartiennent au flanc oriental de l'anticlinal du Ratz.
Selon une étude publiée dans la revue de Géographie Alpine en 1982, le site de Pierre Chave apparait « comme une issue privilégiée du système karstique de la Montagne du Ratz ».

### Station de pompage
Une station de pompage et une galerie souterraine d'où proviennent les eaux captées sont positionnées à proximité immédiate du tourniquet. La cavité est profonde de 150 mètres et mène à une retenue d'eau. La roche a été percée à la fin des années 1960 afin d'accéder à un réservoir d'eau naturel. L'installation de cette station a permis d'alimenter en eau potable la population de l'agglomération de Miribel-les-Échelles, les conduites ayant été posées au début des années 1970,.
L'exposition « Eaux souterraines » a été organisée  dans le cadre des Journées du patrimoine Miribel les Echelles 2020.  Une petite partie de ce site permettant de découvrir les sous-sols et les failles de calcaire est accessible au travers d'une découverte spéléologique très abordable.

## Histoire et toponymie

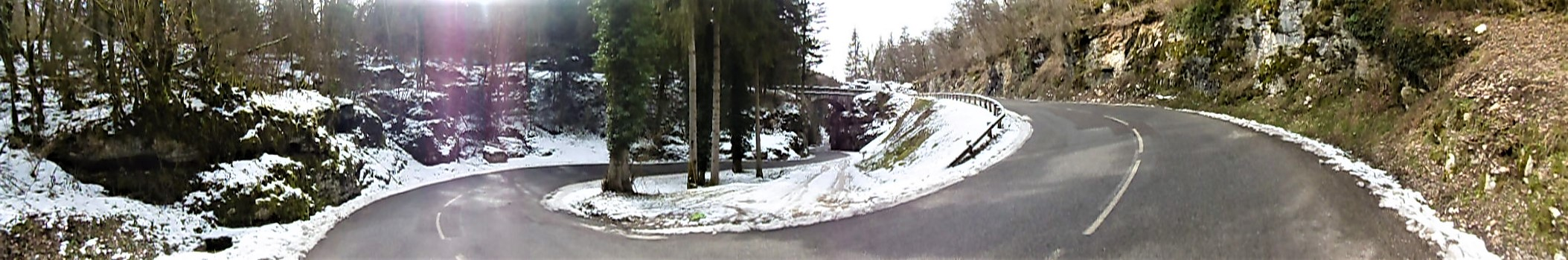
Tourniquet de Pierre Chave Panorama à 180°

Les origines de ce passage sont liés à Amédée, seigneur de Miribel, qui en 1431 fit percer la roche afin d'y faire passer une nouvelle route, mais sans pont. C’est au milieu du XIXe siècle qu'en raison de la forte déclivité, les autorités locales prirent la décision d’édifier un ouvrage d'art entre les deux rochers du passage, créant ainsi une courbe permettant à la route de se franchir elle-même. Le tablier du pont fut posé en 1886. 
L’ancienne route, qui existe toujours, a été délaissée au profit de ce nouveau franchissement, qui a permis de modifier le pourcentage de pente de 14 % à 7 %. Le nom même du site, « Pierre Chave », est lié à la nature de la roche environnante, « chauve », c'est-à-dire sans végétation.

## Activités sportives et de loisirs
Au-delà des sentiers balisés qui, depuis le bourg central de Miribel-les-Échelles, permettent de découvrir la forêt domaniale du Rocharey (rattaché à l'ensemble forestier de la Grande Chartreuse) dans lequel se situe le tourniquet de Pierre Chave, le pont est positionné à proximité d'un site d'escalade (dit de la falaise de Saint-Aupre) comprenant 27 voies + 51 blocs et accessible toute l'année.

## Galerie photos du pont et de son environnement

Quelques photos du site du tourniquet de Pierre Chave
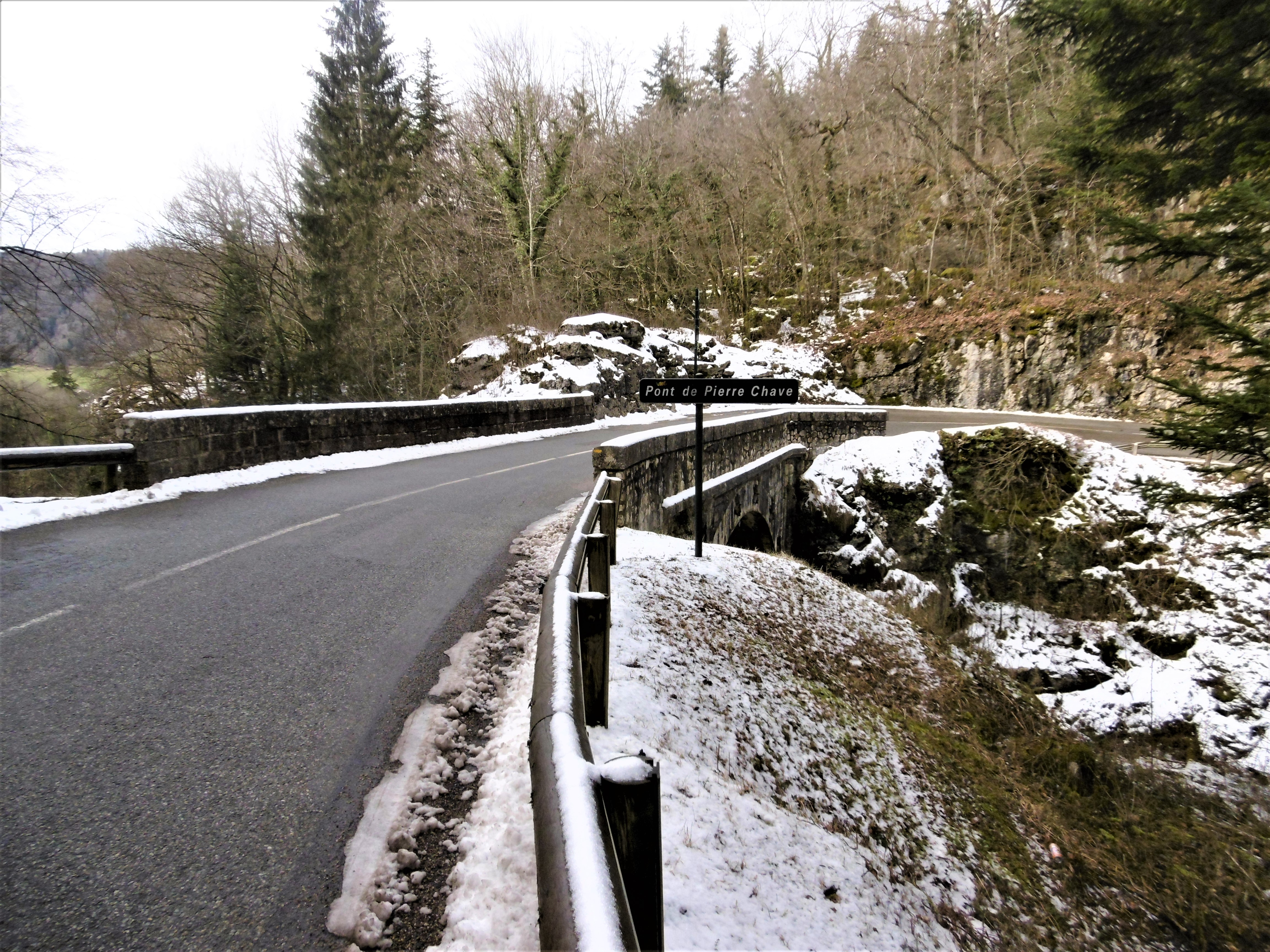
Le pont depuis Miribel-les-Échelles
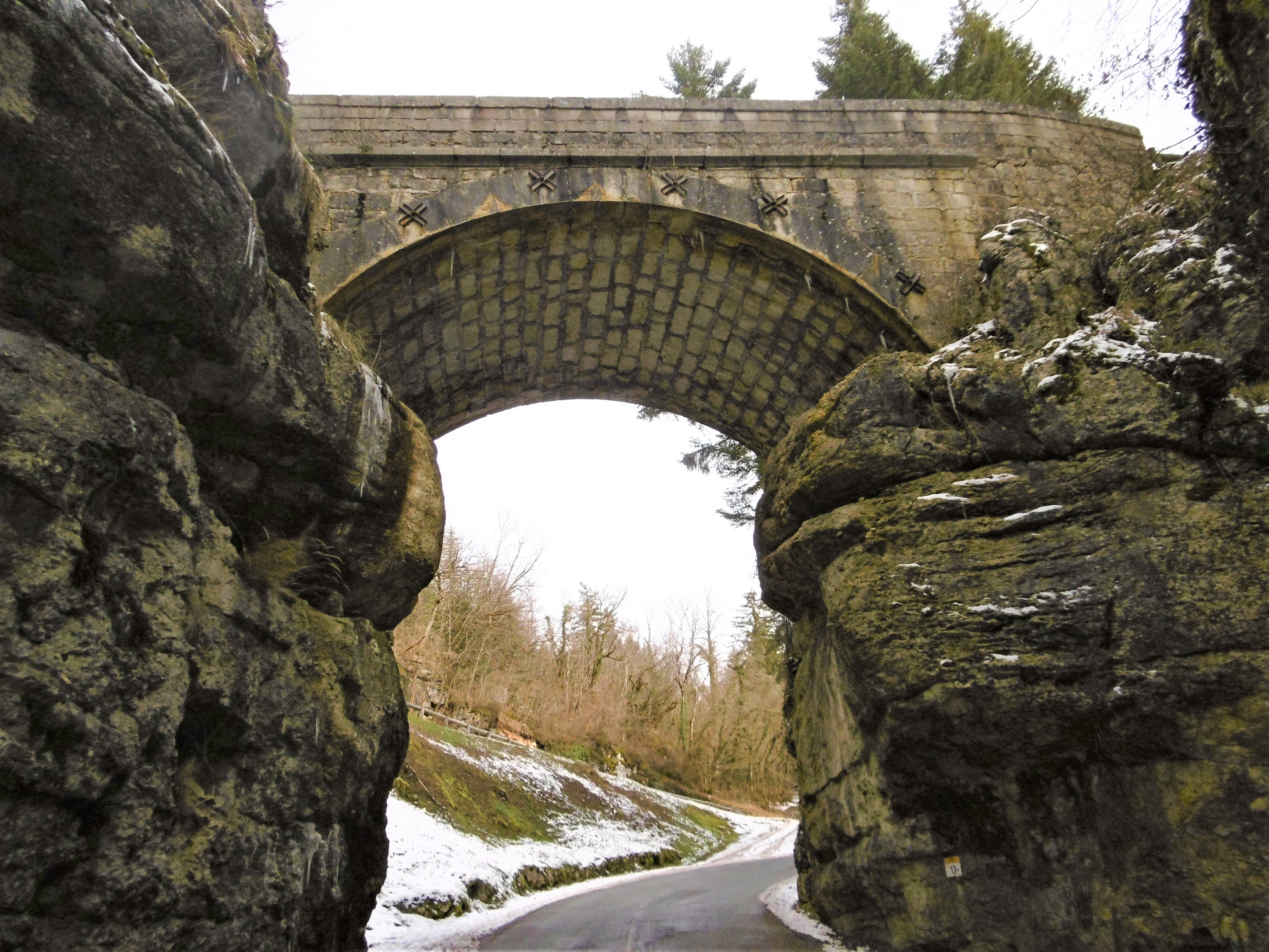
Le pont vu du dessous
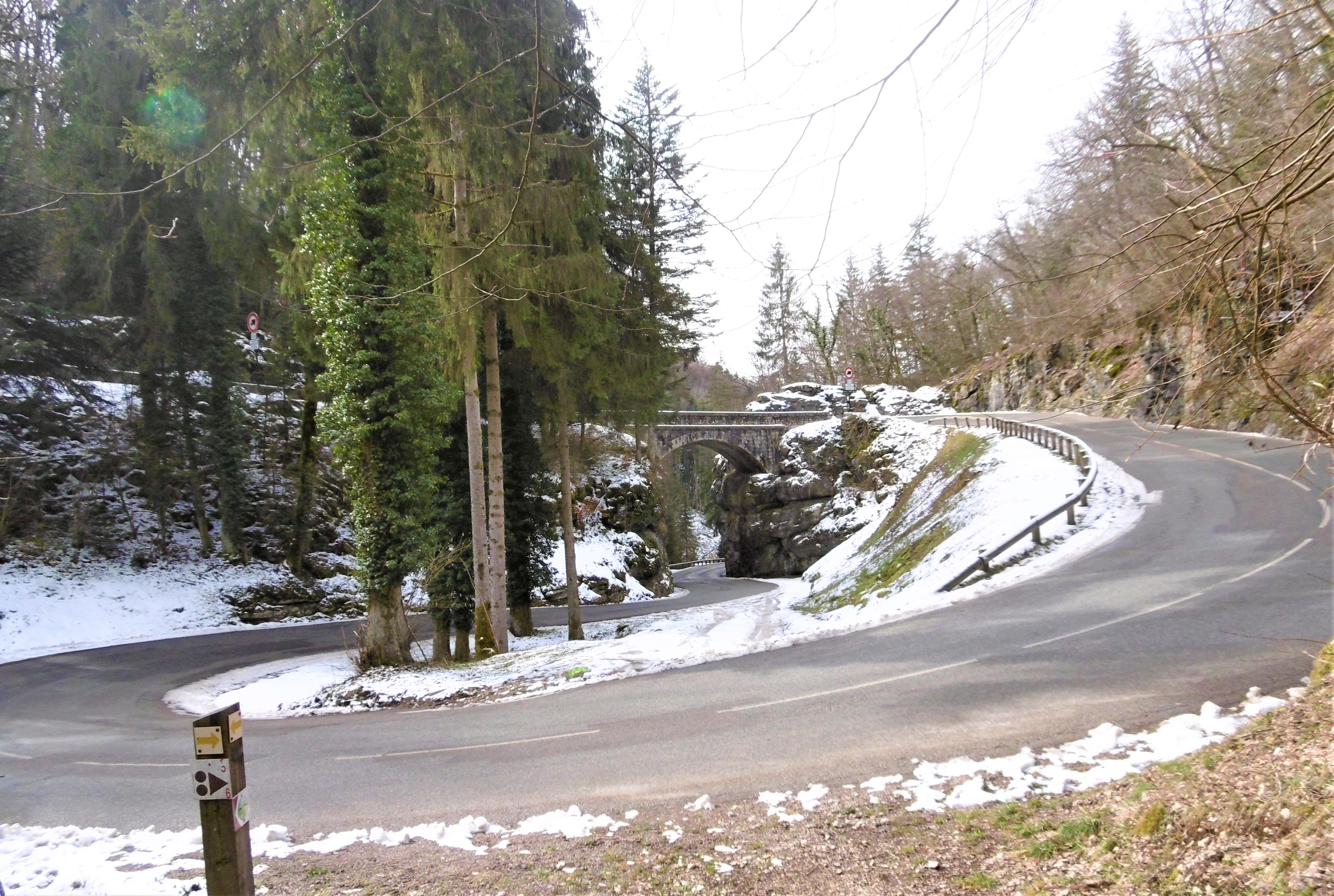
Vue générale depuis le chemin de Saint-Roch
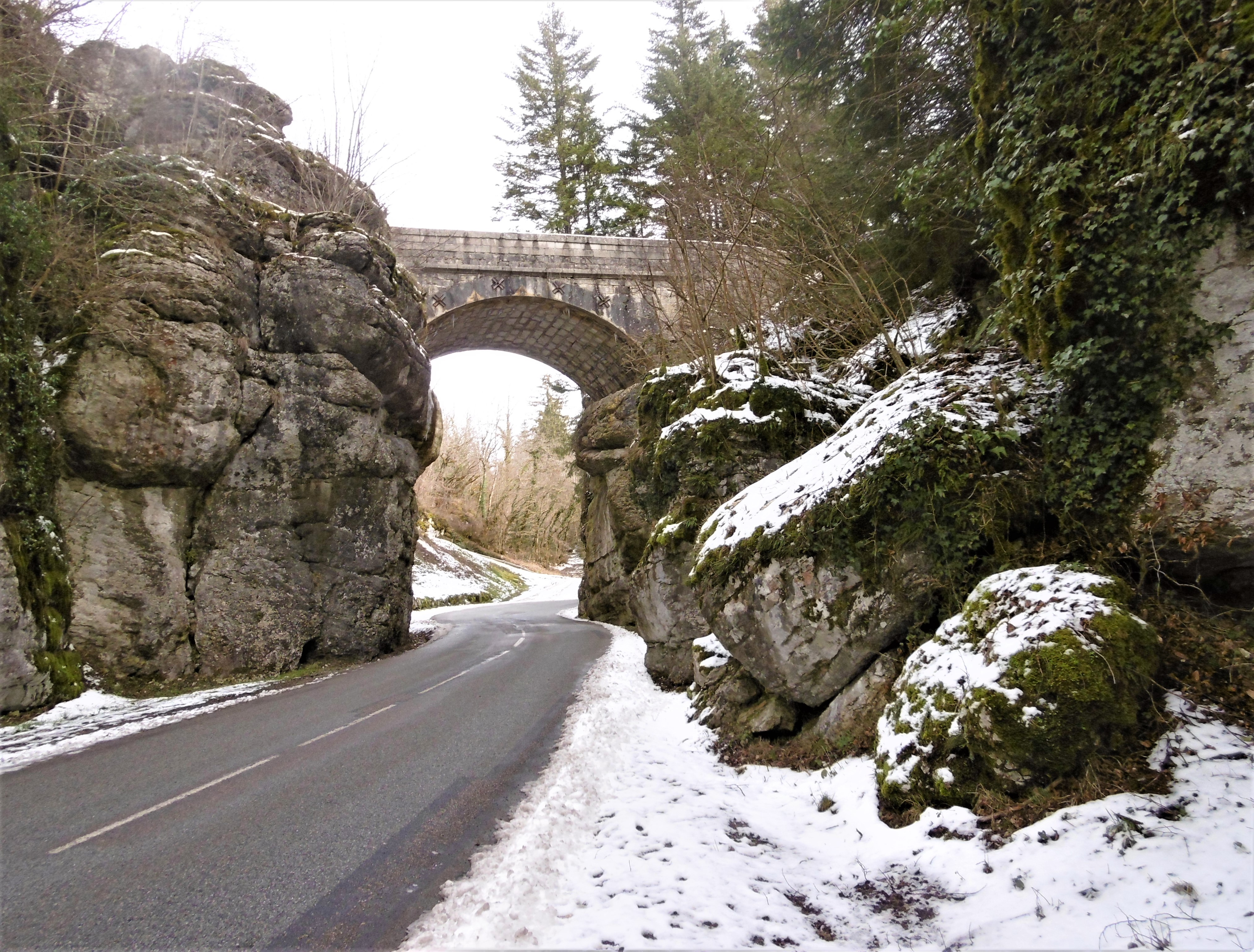
Le pont depuis Saint-Aupre
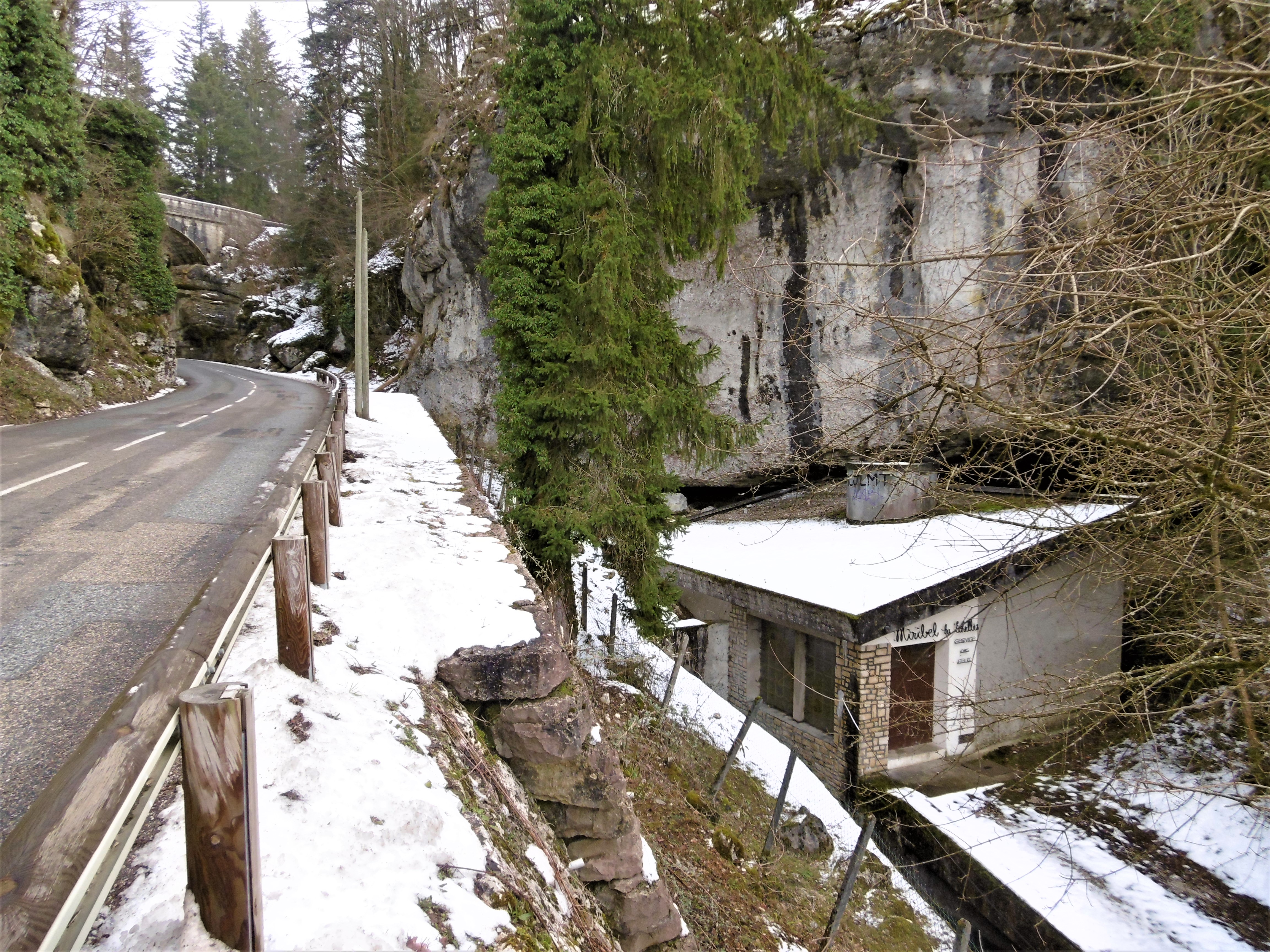
Station de pompage du Tourniquet de Pierre Chave